# Venus y Cupido (Pontormo)

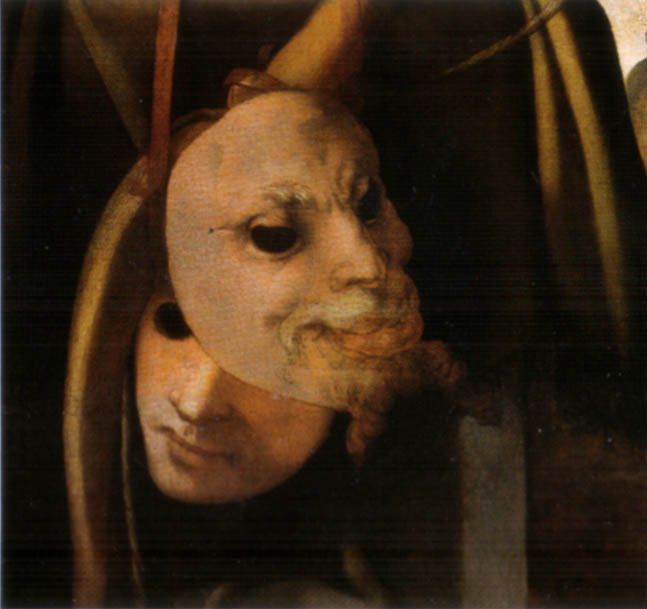
Detalle.

Venus y Cupido es una pintura al óleo sobre tabla de 128 × 194 cm de Pontormo, a partir de un dibujo de Miguel Ángel, de hacia 1533 aproximadamente y conservada en la Galería de la Academia de Florencia.

## Historia
El cartón miguelanguesco es recordado ya en el Anónimo Magliabechiano (1537-1542), que cita también la copia de Pontormo para Bartolomeo Bettini, un amigo de Buonarroti. El dibujo debió ser realizado en 1532-1533, mientras la pintura debe remontarse a 1533, antes de la salida de Miguel Ángel para Roma en 1534. El cartón, perdido, se lo identificó como un dibujo en Nápoles, luego considerado una copia. Un estudio preparatorio se encuentra en el Museo Británico (tinta sobre papel, 5,8 x 12,1 cm).
Se sabe que la pintura perteneció a Alejandro de Médici y que prematuramente se la "castigó" cubriendo la desnudez total de Venus: también la copia que hizo Michele di Ridolfo del Ghirlandaio, hoy en el Palacio Colonna de Roma tuvo el mismo destino, pero ahora tales censuras también le han sido eliminadas. La obra figura en los inventarios del Guardarropa mediceo de 1553 y de 1560 y fue elogiada por Benedetto Varchi que escribió cómo enamoraba a "...los hombres como la Venus de Praxíteles..."
La obra original se reconoció solo en 1850 y en 1852 el restaurador Ulisse Forni le devolvió su aspecto original eliminando los añadidos, excepto una tira de paño que cubría el pubis de la diosa, finalmente quitada en 2002. Otras copias se encuentran en el Palacio de Kensington, el Museo de Capodimonte en Nápoles (un cartón anónimo y una copia atribuida a Hendrik van der Broeck), en Ginebra (pequeña copia atribuida a Michele Tosini) e Hildesheim: el propio Vasari hizo en total tres, para Octaviano de Médicis.

## Descripción y estilo
Venus yace recostada en toda la longitud de la pintura sobre un paño azul ultramar, alzando el busto y girando la cabeza para besar a Cupido, que se inclina hacia su madre desde atrás, apoyando el brazo en ella para con la mano girarle el rostro, y colgando una pierna sobre su cadera, con lo que el pie cubre solo parcialmente el pubis. Venus agarra la flecha que Cupido sostiene en la diestra; una alusión a los engaños del amor son las dos máscaras atadas al arco de Cupido a la izquierda, junto a otros elementos simbólicos: un títere caído en una caja oscura y un frutero lleno de rosas. El centro lo ocupa una apertura paisajística.
Es evidente la derivación miguelanguesca en las formas fuertes y escultóricas de Venus y en la complicada posición de las figuras, captadas en giros antinaturales. El cuadro plasma el neoplatonismo del artista florentino. Venus encarna el Amor Divino o sacro, espiritual y Cupido el Amor Terreno o profano, carnal. Los dos luchan por las flechas que provocan el deseo. Venus parece imponerse. Como seguramente quería Miguel Ángel, el Amor Divino gana.